# イギリス・フォーミュラ3選手権
イギリス・フォーミュラ3選手権（British Formula Three Championship、別名British F3）はかつて存在した、1951年よりイギリスを中心に開催されているフォーミュラ3（F3）規格に準ずるマシンで争われる自動車レースカテゴリーの1つだった。
かつてはユーロF3などと並び、F3の中でも最高レベルのレースシリーズの一つとされた。

## 概要
当初はRAC（王立自動車クラブ）管轄の国内選手権として発足したが、その後イギリス国内のサーキット以外にベルギーのスパ・フランコルシャン、ハンガリーのハンガロリンク、フランスのマニクール・サーキットなどイギリス国外で多数のレースが行われ、国際自動車連盟（FIA）の所管する国際シリーズ扱いとなった。2010年時点のシリーズ正式名称が「Cooper Tires British Formula 3 International Series」であることからも、同シリーズが国際シリーズであることが確認できる。
しかしその後世界不況や、ドイツ車メーカー同士によるエンジン開発競争の激化とコスト高騰、フォーミュラカーの人気衰退も相まってエントラントが5台にまで減少。2014年終了をもってドイツF3とともに、ヨーロッパ・F3選手権に統合される形で消滅した。
現在イギリスF3と呼ばれているのは、BRDC（英国レーシング・ドライバーズ・クラブ）が開催していた英国F4選手権が2016年に発展したもので、『GB3選手権』となり別シリーズとなった。マシンはF3とF4の中間の戦闘力・コストを想定した「F3ライツ」と呼ばれるコンセプトが採用されている。

## マシン

### 2010年時点
- シャシー

ダラーラ、ミゲリ、ライトスピード。
- エンジン

AMG-メルセデス・ベンツ、フォルクスワーゲン、無限-ホンダ（ナショナルクラス・ワンメイク）。
- タイヤ

2009年からクーパー・タイヤ・アンド・ラバー社のワンメイク。

## ポイント
ポイントは以下のようになっている。
| 1位 | 2位 | 3位 | 4位 | 5位 | 6位 | 7位 | 8位 | 9位 | 10位 | FL |
| --- | --- | --- | --- | --- | --- | --- | --- | --- | ---- | -- |
| 20  | 15  | 12  | 10  | 8   | 6   | 4   | 3   | 2   | 1    | 1  |

## F1への登竜門
チャンピオンには、ドライバーからの申請があれば無条件でスーパーライセンスの発給が行われる（発給には国際A級ライセンスが必要だが、F3チャンピオンであれば発給条件を満たしているのが普通）ため、F3がF1への登竜門として注目をされている。
またイギリスF3チャンピオンの獲った翌年に次の上級カテゴリー（F1、GP2等）へステップアップするには、スポンサー（F1やGP2等のスポンサーの場合）からのサポートが有る場合はほぼ間違いなくシートが用意されているが、スポンサーが無い場合はシート獲得が極めて厳しい状況となっている。

### F1チャンピオンを獲得したイギリスF3チャンピオン
| 氏名                           | F3チャンピオン獲得年 | F1チャンピオン獲得年 |
| ------------------------------ | -------------------- | -------------------- |
| ジャッキー・スチュワート       | 1964年               | 1969,1971,1973年     |
| エマーソン・フィッティパルディ | 1969年               | 1972,1974年          |
| ネルソン・ピケ                 | 1978年               | 1981,1983,1987年     |
| アイルトン・セナ               | 1983年               | 1988,1990,1991年     |
| ミカ・ハッキネン               | 1990年               | 1998,1999年          |

## 歴代チャンピオン
| 年   | 名前                                        |
| ---- | ------------------------------------------- |
| 1951 | エリック・ブランドン                        |
| 1952 | ドナルド・パーカー                          |
| 1953 | ドナルド・パーカー                          |
| 1954 | レ・レストン                                |
| 1955 | ジム・ラッセル                              |
| 1956 | ジム・ラッセル                              |
| 1957 | ジム・ラッセル                              |
| 1958 | トレバー・テイラー                          |
| 1959 | ドナルド・パーカー                          |
| 1960 | ジャック・ピッチャー                        |
| 1960 | ジム・クラーク                              |
| 1960 | ジム・クラーク                              |
| 1961 | マイク・レッドブルーク                      |
| 1961 | ビル・モス                                  |
| 1961 | トレバー・テイラー                          |
| 1962 | ジョン・フィンニング                        |
| 1963 | ピーター・アランデル                        |
| 1964 | ジャッキー・スチュワート                    |
| 1964 | ロドニー・バンティング                      |
| 1965 | トニー・ディーン                            |
| 1966 | ハリー・スティッレル                        |
| 1967 | ハリー・スティッレル                        |
| 1968 | ティム・シェンケン                          |
| 1969 | エマーソン・フィッティパルディ              |
| 1970 | デイブ・ウォーカー                          |
| 1970 | トニー・トリマー                            |
| 1970 | ホセ・カルロス・パーチェ                    |
| 1971 | ロジャー・ウィリアムソン                    |
| 1971 | デイブ・ウォーカー                          |
| 1971 | デイブ・ウォーカー                          |
| 1972 | ロジャー・ウィリアムソン                    |
| 1972 | リッキー・フォン・オペル                    |
| 1972 | ロジャー・ウィリアムソン                    |
| 1973 | イアン・テイラー                            |
| 1973 | トニー・ブライズ                            |
| 1973 | トニー・ブライズ                            |
| 1974 | ブライアン・ヘントン                        |
| 1974 | ブライアン・ヘントン                        |
| 1975 | グンナー・ニルソン                          |
| 1976 | ブルーノ・ジャコメリ                        |
| 1976 | ルパート・キーガン                          |
| 1977 | スティーブン・サウス                        |
| 1977 | デレック・デイリー                          |
| 1978 | デレック・ワーウィック                      |
| 1978 | ネルソン・ピケ                              |
| 1979 | チコ・セラ                                  |
| 1980 | ステファン・ヨハンソン                      |
| 1981 | ジョナサン・パーマー                        |
| 1982 | トミー・バーン                              |
| 1983 | アイルトン・セナ                            |
| 1984 | ジョニー・ダンフリーズ                      |
| 1985 | マウリシオ・グージェルミン                  |
| 1986 | アンディ・ウォレス                          |
| 1987 | ジョニー・ハーバート                        |
| 1988 | JJ・レート                                  |
| 1989 | デビッド・ブラバム                          |
| 1990 | ミカ・ハッキネン                            |
| 1991 | ルーベンス・バリチェロ                      |
| 1992 | ジル・ド・フェラン                          |
| 1993 | ケルヴィン・バート                          |
| 1994 | ヤン・マグヌッセン                          |
| 1995 | オリバー・ギャビン                          |
| 1996 | ラルフ・ファーマン                          |
| 1997 | ジョニー・ケイン                            |
| 1998 | マリオ・ハバーフェルド                      |
| 1999 | マーク・ハインズ                            |
| 2000 | アントニオ・ピッツォニア                    |
| 2001 | 佐藤琢磨                                    |
| 2002 | ロビー・カー                                |
| 2003 | アラン・ファン・デル・メルヴェ              |
| 2004 | ネルソン・ピケJr.                           |
| 2005 | アルヴァロ・パレンテ                        |
| 2006 | マイク・コンウェイ                          |
| 2007 | マルコ・アスマー                            |
| 2008 | ハイメ・アルグエルスアリ                    |
| 2009 | ダニエル・リチャルド                        |
| 2010 | ジャン＝エリック・ベルニュ                  |
| 2011 | フェリペ・ナスル                            |
| 2012 | ジャック・ハーヴェイ (レーシングドライバー) |
| 2013 | ジョーダン・キング                          |
| 2014 | マルティン・ツァオ                          |